# Jan Provoost

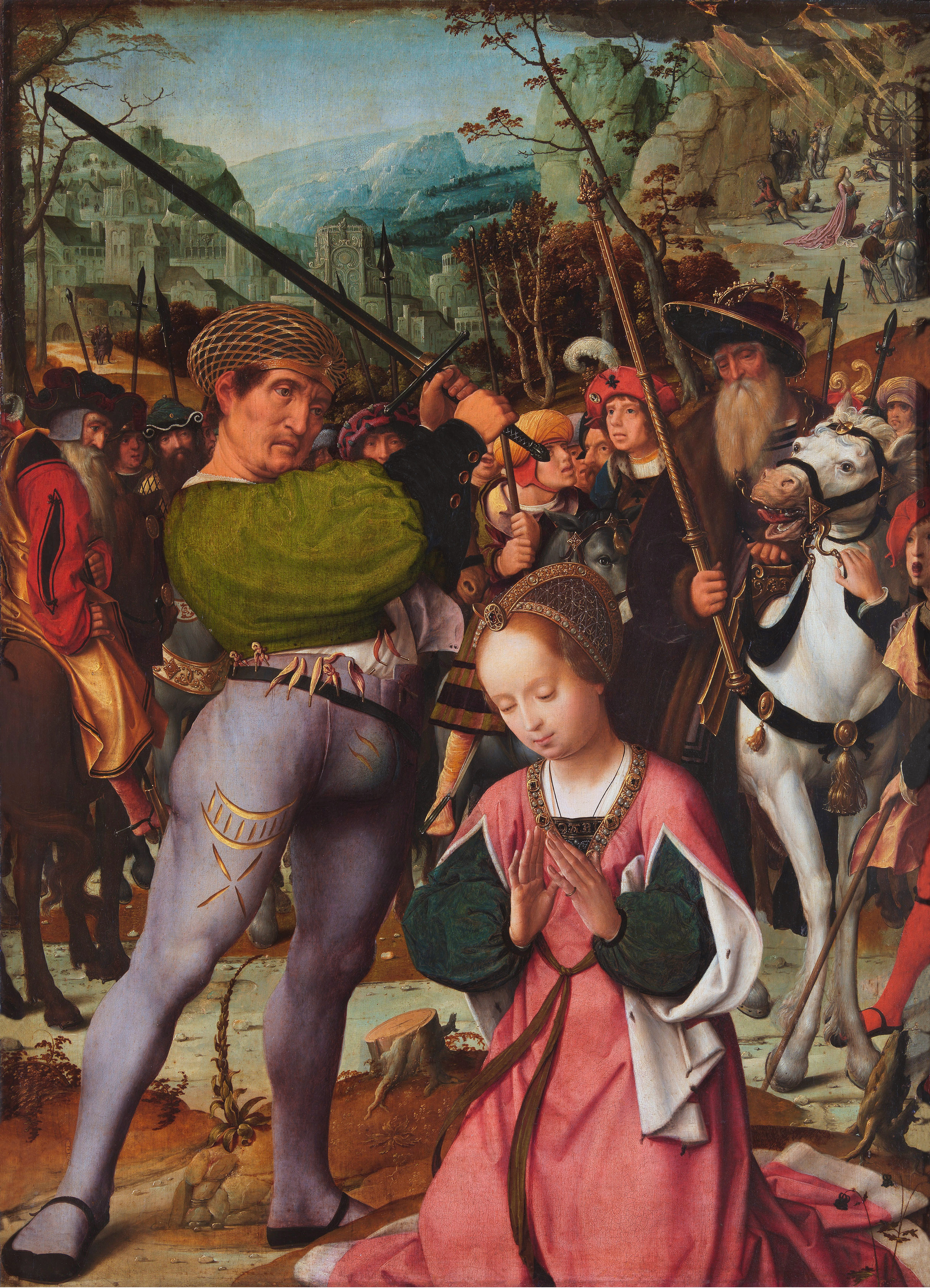
Męczeństwo świętej Katarzyny Aleksandryjskiej Królewskie Muzeum Sztuk Pięknych, Antwerpia

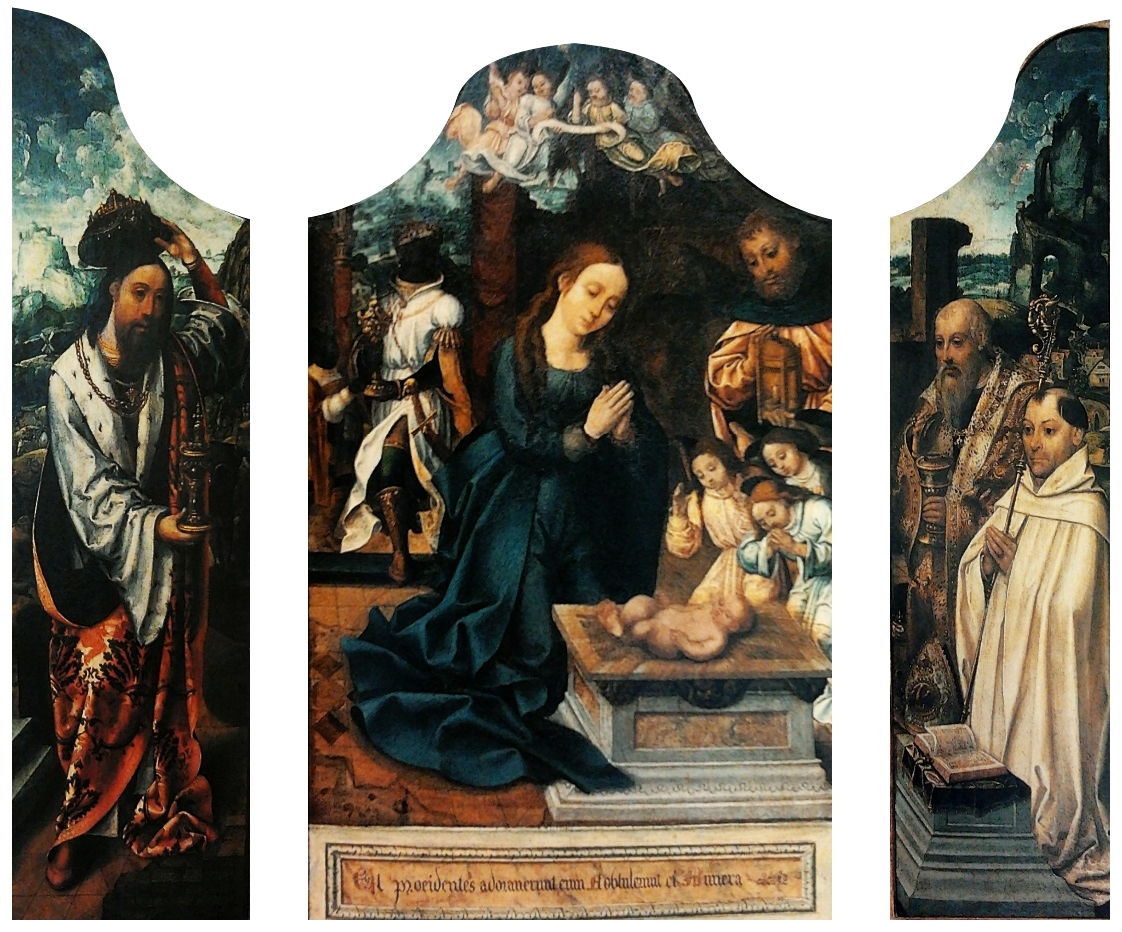
Pokłon Trzech Króli (I poł. XVI w.) Zamek Królewski na Wawelu

Jan Provoost lub Provost (ur. ok. 1465 w Mons, zm. w 1529 w Brugii) – niderlandzki malarz okresu renesansu.
Uczył się w warsztacie Simona Marmiona w Valenciennes. Przed 1491 poślubił wdowę po nim. W 1493 uzyskał tytuł mistrza w Antwerpii. W 1494 osiadł w Brugii. W 1521 gościł w swoim domu Albrechta Duerera, który portretował go dwukrotnie.
W jego dziełach widać wpływy Rogiera van der Weydena i Quentina Massysa.

## Wybrane dzieła
- Alegoria chrześcijaństwa (1500-10) – Paryż, Luwr
- Katarzyna Aleksandryjska - Antwerpia, Królewskie Muzeum Sztuk Pięknych
- Madonna z Dzieciątkiem – Strasburg, Musée des Beaux-Arts
- Madonna z Dzieciątkiem – Windsor, Royal Collection
- Madonna z Dzieciątkiem i świętymi Janami – Reggio, Pinacoteca
- Maria w glorii z Sybillami i prorokami – St. Petersburg, Ermitaż
- Pokłon Trzech Króli (ok. 1505) – Berlin, Gemäldegalerie
- Pokłon Trzech Króli (I poł. XVI w.) – Zamek Królewski na Wawelu
- Sąd Ostateczny (1525) – Brugia, Groeninge Museum
- Sąd Ostateczny (ok. 1500) – Hamburg, Kunsthalle
- Sąd Ostateczny (ok. 1520) – Detroit, Institute of Arts
- Starzec i śmierć – Brugia, Groeninge Museum
- Święta z księgą (przed 1520) – Paryż, Luwr
- Ukrzyżowanie (ok. 1495) – Nowy Jork, Metropolitan Museum of Art
- Zachariasz – Madryt, Prado
- Zwiastowanie (tryptyk) – Genua, Ospedale S. Martino